# DEAN
DEAN（ディーン、1981年2月18日 - ）は、日本のファッションモデル、YouTuber、ミュージシャン。
兵庫県神戸市出身。ギグマネジメントジャパン所属。

## 人物・来歴
- 父親がアメリカ人で母親が日本人のハーフ。
- 本名はディーンケスラー
- ファッションモデル 国内外の雑誌や広告、数多くのブランドのCMや広告のイメージモデルを務める。ファッションモデル歴は35年以上になる。
- MTV JAPAN、Chord:BashでVJを務めていた。
- 過去にはファッションデザイナーとしてteteiやAgitatorなどの洋服のデザインをしていた。
- バンド活動もしており、現在はCrypt Cityのヴォーカルとして活動中。
- 2014年からヨガ講師としても活動している。ヨガ修行のために毎年渡印している。
- 2020年8月に東京から鹿児島県の南九州市に移住
- 同年9月から YouTubeチャンネル、鹿児島ガンガーを開設、チャンネルでは自身の購入した古民家のリフォームや鹿児島県の紹介をしている。

## 主な出演

### TV
- Chord:Bash（MTV JAPAN）（2003年）

### CM
- P&G「VIDAL SASSOON」
- NTTコミュニケーションズ
- 資生堂
- KDDI
- EPSON
- mod's hair
- ハーゲンダッツ
- au by KDDI
- TCK
- NTT docomo
- Sammy

### スチール
- an
- Phenix OUTDOOR
- glamb
- EPSON
- 東京モード学園
- COMME CA DU MODE

### SHOW
- NUMBER(N)iNE
- MAJI MAJI
- LAD MUSICIAN
- Mr. Hollywood
- Roen
- NO CONCEPT BUT GOOD SENCE

### PV
- BOOM BOOM SATELLITES 「PILL」

### 雑誌
- MEN'S NON-NO
- RUDE
- ランドネ
- houynhnhm
- GO OUT
- smart
- smart HEAD
- POPEYE
- DAZED&CONFUSED
- Boon
- FINEBOYS
- HUgE
- VOGUE TAIWAN
- ThRiLL
- COOL TRANS
- GET ON!
- WARP
- asayan
- Street Jack
- dish
- MR ハイファッション
- 別冊 VOGUE GIRL
- SUITS STYLEBOOK
- BUY-KING
- cub
- the TAG
- SAMURAI MAGAZINE
- Zipper
- JILLE
- TUNE
  - WITH